# Time.h
time.h  relacionado con formato de hora y fecha es un archivo de cabecera de la biblioteca estándar del lenguaje de programación C que contiene funciones para manipular y formatear la fecha y hora del sistema.

## Funciones
| Nombre                                            | Descripción |
| ------------------------------------------------- | --- |
| char * asctime(struct tm *)                       | Recibe una variable de tipo puntero a estructura tm (struct tm*) y devuelve una cadena de caracteres cuyo formato es: "Www Mmm dd hh:mm:ss yyyy\n" (ej: Tue May 15 19:07:04 2008\n)                            |
| clock_t clock (void)                              | Devuelve el número de pulsos de reloj desde que se inició el proceso. |
| char * ctime(time_t *)                            | Recibe una variable de tipo puntero a time_t (time t*) y devuelve una cadena con el mismo formato que asctime()                                                                                                |
| double difftime(time_t, time t)                   | Recibe dos variables de tipo time_t, calcula su diferencia y devuelve el resultado (double) expresado en segundos.                                                                                             |
| struct tm *gmtime(time_t *)                       | Recibe un puntero a una variable de tiempo (time_t*) y devuelve su conversión como fecha/hora UTC a struct tm a través de un puntero.                                                                          |
| struct tm *localtime(time_t *)                    | Similar funcionalidad a gmtime(), pero devuelve la conversión como fecha/hora LOCAL. |
| time_t mktime(struct_tm *)                        | Inversamente a gmtime() y localtime(),l recibe un puntero a struct tm (struct tm*) y devuelve su conversión al tipo time t.                                                                                    |
| time_t time(time_t *)                             | Devuelve la fecha/hora (time_t) actual o -1 en caso de no ser posible. Si el argumento que se le pasa no es NULL, también asigna la fecha/hora actual a dicho argumento.                                       |
| size_t strftime(char *,size_t,char *,struct tm *) | Formatea la información pasada mediante la estructura (struct tm*) mediante el formato indicado en una cadena (char*) e imprime el resultado sobre otra cadena (char*) hasta un límite de caracteres (size_t). |

## Constantes
| Nombre         | Descripción                                                                                 |
| -------------- | ------------------------------------------------------------------------------------------- |
| CLK_PER_SEC    | Constante que define el número de pulsos de reloj por segundo; usado por la función clock() |
| CLOCKS_PER_SEC | nombre alternativo para CLK_PER_SEC usado en su lugar en algunas bibliotecas                |
| CLK_TCK        | usualmente una macro para CLK_PER_SEC                                                       |

## Tipos de datos
| Nombre    | Descripción                                                     |
| --------- | --------------------------------------------------------------- |
| clock_t   | tipo de dato devuelto por clock(), generalmente un long int     |
| time t    | tipo de dato devuelto por time(), generalmente un long int      |
| struct tm | representación del tiempo en formato de calendario (fecha/hora) |

### Fecha (día/hora) de calendario
La fecha de calendario se representa como la estructura struct tm, que consta de los siguientes atributos:
| Atributo     | Descripción                           |
| ------------ | ------------------------------------- |
| int tm_hour  | hora (0 - 23)                         |
| int tm_isdst | Horario de verano enabled/disabled    |
| int tm_mday  | día del mes (1 - 31)                  |
| int tm_min   | minutos (0 - 59)                      |
| int tm_mon   | mes (0 - 11, 0 = Enero)               |
| int tm_sec   | segundos (0 - 60)                     |
| int tm_wday  | día de la semana (0 - 6, 0 = domingo) |
| int tm_yday  | día del año (0 - 365)                 |
| int tm_year  | año desde 1900                        |